# ソルデス
ソルデス (Sordes) は、後期ジュラ紀に生息していた翼竜。かつて嘴口竜亜目と呼ばれていた基盤的な翼竜である。発見された化石にはっきりとした体毛の痕跡が残っていたことが大きな注目を集めた。現在のところ模式種であるS. pilosus のみが確認されている。
属名Sordes はラテン語で「不浄・汚物」を意味し、種小名pilosus は同じくラテン語で「毛むくじゃらの」という意味である。

## 分布
ソ連の古生物学者 A.G.シャロフ (Aleksandr Grigorevich Sharov) によって、カザフスタンのカラタウ山脈（天山山脈北西麓）から発見された。発見された地層は湖成層で、プテロダクティルスやランフォリンクス、始祖鳥の非常によい保存状態の化石を産することで有名なドイツのゾルンホーフェン層とほぼ同時代であるだけでなく、保存状態の良さでも同等であった。

## 概要
翼開長はおよそ63センチメートル程であり、翼竜の中では大型の方ではない。また、翼指骨の腕部に対する比率も後の大型翼竜などに比べて相対的に小さい。
翼竜の翼膜が後枝とどのように接していたかについては諸説有り、鳥類のように翼と後肢は完全に独立していたという説から、コウモリのように後肢も翼膜の中に完全に取り込まれていたという説まで様々であるが、ソルデスの翼膜は化石に残された印象から後枝の足首にまで達していたとされる。ただし、他の種の化石では同じように残されていた翼膜の痕跡が大腿部までしか達していない物もあり、単純にこれを持って翼竜全体に関する翼膜の状態が決定的になったとは言えない。
頭骨長は8センチメートルほどであり、その形状と歯牙がスカフォグナトゥスによく似ているため、ランフォリンクス科をさらにいくつかの亜科に分けるときにはスカフォグナトゥス亜科に分類される。
尾の先端部にランフォリンクスが持っていたような菱形の帆を持っていたかどうかについてははっきりしないが、先端部の骨格は柳葉状に少し扁平化していた。

## 体毛
前述のように本種は体毛の痕跡が残っていたことで有名である。発見者であるシャロフによると、その体毛は密でかつ柔軟性があり、最長の物は6mmにもなった。ほぼ体全体が毛皮に覆われているが、尾は基部以外は皮膚が裸出していた。

### 翼竜の代謝
翼竜は飛翔動物のため、恐竜より早くにその代謝の恒温性が疑われており、それに伴い体毛を持っていたという考えも古くからあった。翼竜が爬虫類であることが定着する以前には、体毛をまとった復元図が描かれたこともある。（ただしそれは、この飛翔動物が哺乳類であるとの考えによるものであり、現在の視点から見ると必ずしも先見の明があったとは言えない）
その後、翼竜が奇妙な哺乳類などではなく独自の分類群であることが判明した後も、やはりその代謝の観点から、あらためて翼竜類を哺乳綱・鳥綱に続く新しい恒温動物の綱であるとした H.G.シーリー (Harry Govier Seeley) などが、その体毛の存在を主張した。

### 化石証拠
実際の化石からの証拠としては、既に1831年にゾルンホーフェン産の翼竜化石に体毛の痕跡があったという報告が G.A.ゴルトフス (Georg August Goldfuß) によって成されている。一方でゴルトフスが調べた標本を再度詳細に調べた結果、ゴルトフスが毛と思ったのは石の表面の凹凸でしかないという反論がなされ、議論はうやむやになっていく。
確実な報告としては、1927年になって、F.ブロイリ (Ferdinand Broili) がやはりゾルンホーフェン産のランフォリンクスから毛嚢と毛の痕跡を発見したものが最初となる。彼によると体毛は翼膜そのものには見られないがそれ以外の身体のいろんな場所で確認され、頭部には少し長めの冠毛があった。その後、ドリグナトゥスやプテロダクティルスなど他の翼竜でも体毛の痕跡が確認された。
しかしながら、翼竜に体毛が存在したことが一般に広く知られるようになったのは、本種の化石が発見され報告されてからである。本種の化石は、ブロイリが見つけた毛の跡のように詳細に調べて初めてわかるという物ではなく、非常に鮮明かつ印象的に毛皮の痕跡を残しており、疑問の念を差し挟む余地はなかったのである。

### 体毛の構成と機能
この体毛が哺乳類のものと相同であるという保証はなく、むしろ平行進化で得られた別物（相似器官）である可能性が高い。哺乳類の体毛が爬虫類の鱗とは別に進化してきたと考えられているのに対し、翼竜の体毛はおそらくは鱗に由来する物であろうと考えられている。
しかし由来がどうであろうと、この器官がシャロフのいうような密で柔軟な物ならば、哺乳類の体毛・鳥類の羽毛と同様に含気層を形成でき、それによって保温に役立ったであろう事は疑いの余地がない。これは翼竜の恒温動物説に対する大きな後押しとなった。現在では翼竜が恒温動物であったことは広く認められてきているが、その立役者の一つが本標本の発見であった。